# Алан Ґелдард
Алан Ґелдард (англ. Alan Geldard, 16 квітня 1927 — 26 лютого 2018) — британський велогонщик.
Бронзовий призер Олімпійських Ігор 1948 року в командній гонці переслідування.